# Listă de filme de animație japoneze
Aceasta este o listă de filme de animație produse în Japonia, numite anime, prezentate cronologic și apoi în ordine alfabetică.
| Anul | Titlu |
| ---- | --- |
| 1996 | 1. Detective Conan |
| 1998 | 1. Yu-Gi-Oh! Zero |
| 2001 | 1. Shaman King |
| 2002 | 1. Naruto |
| 2003 | 1. Full Metal Alchemist |
| 2004 | 1. Bleach |
| 2006 | 1. Code Geass: Lelouch of the Rebellion 2. Death Note |
| 2007 | 1. Bakugan Battle Brawlers 2. Devil May Cry 3. Naruto: Shippuden |
| 2008 | 1. Code Geass: Lelouch of the Rebellion R2 2. Soul Eater |
| 2009 | 1. Bakugan: New Vestroia 2. Fairy Tail 3. Full Metal Alchemist: Brotherhood |
| 2010 | 1. Bakugan: Gundalian Invaders 2. High School of the Dead |
| 2011 | 1. Bakugan: Mechtanium Surge 2. Deadman Wonderland 3. Wolverine 4. X-Men |
| 2012 | 1. Aesthetica of a Rogue Hero 2. Btooom! 3. High School DxD 4. Project K 5. Psycho-Pass 6. Rock Lee & His Ninja Pals |
| 2013 | 1. Another 2. Attack on Titan 3. Blood Lad 4. High School DxD New |
| 2014 | 1. Akame ga Kill! 2. Black Bullet 3. Blade & Soul 4. Fairy Tail 2 5. Magical Warfare 6. Noragami 7. Psycho-Pass 2 8. Soul Eater NOT! 9. Tokyo Ghoul |
| 2015 | 1. Blood Blockade Battlefront 2. Charlotte 3. Gangsta 4. High School DxD BorN 5. Noragami Aragoto 6. Overlord 7. Project K: Return of Kings 8. Rokka: Braves of the Six Flowers 9. Seraph of the End: Battle in Nagoya 10. Seraph of the End: Vampire Reign 11. Tokyo Ghoul Root A |